# Чудеса в Париже
«Чудеса в Париже» (фр. Paris pieds nus) — франко-бельгийский комедийный фильм 2017 года, поставленный режиссерами Домиником Абелем и Фионой Гордон. Фильм был номинирован в 3-х категориях на соискание бельгийской национальной кинопремии «Магритт» за 2017 год и получил награду за лучший монтаж.

## Сюжет
В канадский городок, где ведет размеренную жизнь, работая библиотекарем, Фиона, приходит загадочное письмо. Отправитель — ее 93-летняя тетя Марта из Франции, которая пишет племяннице, которая оказалась в беде. Уязвимая Фиона и не догадывается, что у бабушки просто разыгралась фантазия на фоне приближающегося маразма. Она не может игнорировать клич о помощи, поэтому в этот же день покупает билет на самолет до Парижа. По прилёте в город, девушка сразу же погружается в атмосферу приключений. Она бродит по парижским улицам, пытаясь отыскать дом тети Марты. А один курьёзный случай сводит её с приставучим бродягой, который начинает повсюду метаться за Фионой. Девушка просит прохожего сфотографировать его на фоне Эйфелевой башни, но, споткнувшись, падает в реку, привлекая всеобщее внимание. Так её и замечает Доминик — симпатичный мужчина, вынужденный жить в палатке на берегу Сены. Моментально влюбившись в незнакомку, он принимается преследовать её, желая помочь разобраться с возникающими проблемами.

## В ролях
| Актёр          | Роль       |
| -------------- | ---------- |
| Фиона Гордон   | Фиона      |
| Доминик Абель  | Дом        |
| Эмманюэль Рива | тетя Марта |
| Пьер Ришар     | Норман     |